# سیارک ۱۱۶۱۵
سیارک ۱۱۶۱۵ (به انگلیسی: 11615 Naoya، نامگذاری:1996AE4) یازده هزار و ششصد و پانزدهمین سیارک کشف شده‌است که در ۱۳ ژانویه ۱۹۹۶ کشف شد.
قدر مطلق سیارک برابر ۳۵٫۴ است.